# Håkan Sterner
Håkan Martin Sterner, född 27 november 1944 i Johanneshov, Stockholm, är en svensk entertainer.

## Biografi
Håkan Sterner började sin karriär i slutet av 1950-talet som rocksångare, dansare och programledare. Han var PR-chef på EMI på 1960-talet, är egenföretagare inom nöje sedan 1971, och har varit underhållningschef på Sunwing och TV-personlighet i egna TV-shower. Tillsammans med Ann-Louise Hanson var han programledare för Sommarnöjet under 1970-talet. År 1980 var Sterner programledare för SVT-produktionen Lördagsgodis. 
Han lanserade begreppet "event" i mitten av 1980-talet, skapade Eventmarket på Internet i mitten av 1990-talet och grundade Svenska Eventakademin år 2000.
Sterner var under ett antal år engagerad inom event- & mötesindustrin men även som projektledare och promotor för näringslivsorganisationen Västra Mälardalen i Samverkan med projekt som Ung Entreprenör och Mersmak av Västra Mälardalen. Sedan 1982 var han bosatt på gården Älhomlen i Arboga, men är numera bosatt inne i Arboga. Är föreläsare inom sitt kunskapsområde event och promotor för ett antal artister. Driver konstprojektet "Peace Monuments of War Material", Arboga Peace & Art Academy samt erbjuder sin egen lilla föreställning "LivsLust & Framtidstro" till en utvald målgrupp han döpt till ALERTA PLUS - mogna och nyfikna människor med lust för glädje i livet. Har under 2013 donerat hela sitt livsverk inom event-, nöjes-, mötes-, turism- & upplevelseindustrin till ArkivCentrum i Arboga, för att där bilda Sveriges första Event- & ForskningsArkiv.
Sterner producerade artisten Doris Svenssons hitlåt "Did you give the world some love today".

## Filmografi
- 1965 – Pang i bygget [1]
- 1965 – Idol-paraden (konferencier och dansare) [2]